# بومیان تاسمانی

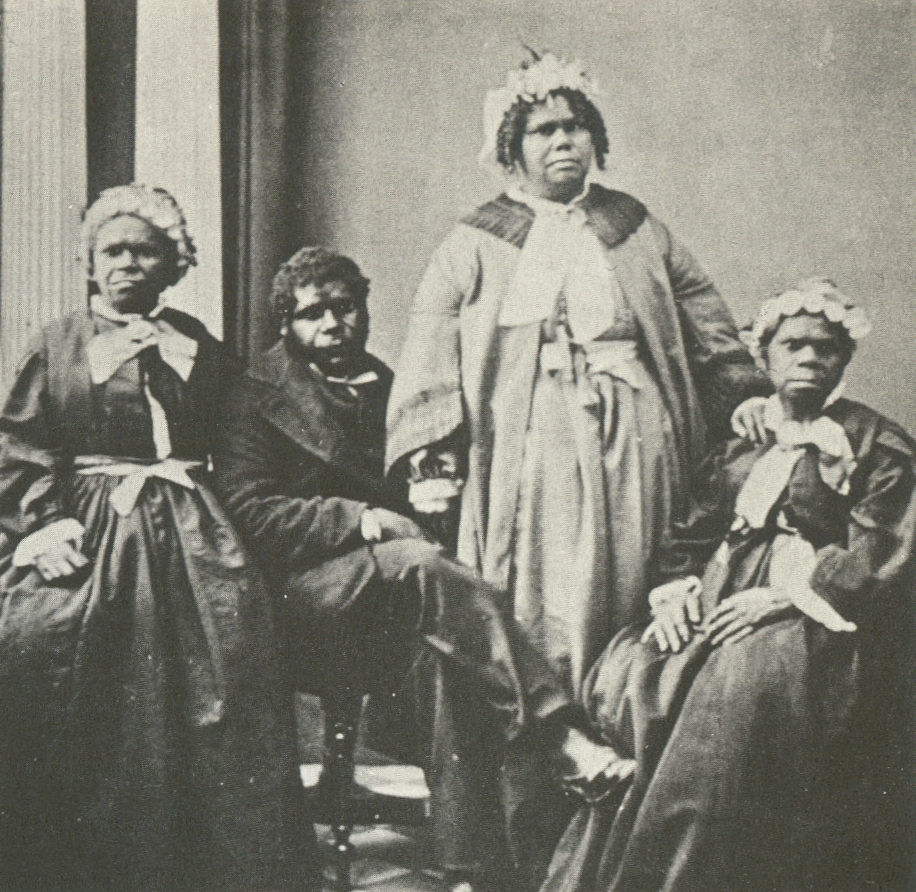
تصویری از چهار بومی تاسمانیایی که آخرین افراد از این نژاد به‌شمار می‌آمدند، حوالی ۱۸۶۰ میلادی. تروگانینی که در سمت راست نشسته، آخرین نفری بود که درگذشت.

بومیان تاسمانی که با نام‌های پالاوا یا پارلوار (به تاسمانیایی: Parlevar یا Palawa) شناخته می‌شدند، مردمان بومی جزیرهٔ تاسمانی در جنوب استرالیا بودند. تخمین زده می‌شود که پیش از مهاجرت بریتانیایی‌ها در ۱۸۰۳ میلادی به این جزیره، در حدود ۳ تا ۱۵ هزار نفر بومی در تاسمانی زندگی می‌کرده‌اند. برخی از تاریخ‌نگاران، بیماری‌هایی را که با مردمان سفیدپوست آمدند یکی از عوامل اصلی مرگ بیشتر این جمعیت دانسته‌اند.: pp 84-85 : p 388 : pp 66-67 : pp 372-376 
جفری بلینی در سال ۱۸۳۰ در تاسمانی نوشته‌است: «بیماری بیشتر آنها را از پا درآورده اما جنگ و خشونت‌های شخصی نیز در این نابودی سهیم بوده‌اند.» برخی از تاریخ‌نگاران نیز، جنگ سیاه را یکی از اولین نسل‌کشی‌های تاریخ امروزین دانسته‌اند. بنجامین مدلی نوشته: «با وجود ۱۷۰ سال بحث و مشاجره پیرامون اینکه چه کسی مسئول این انقراض بوده، هیچ توافقی بر اصل آن، چگونگی به‌وجود آمدن یا اینکه اصلاً نسل‌کشی بوده یا نه حاصل نشده‌است» با این حال، طبق تعریف سازمان ملل، شواهد کافی برای اینکه این اتفاقات را نسل‌کشی بنامیم وجود دارد. نویسنده بریتانیایی تری دیری با نام کامل ترنس ویلیام "تری" دیری در کتاب The barmy British  Empire معتقد است نژاد بشر تاسمانی توسط بریتانیایی های مهاجر طی ۷۳سال (از۱۸۰۲ تا۱۸۷۵) بوسیله جنگ و شکار و کوچاندن اجباری آنان به جزیره سردسیر فلیندرز منقرض شد. اسکلت آخرین انسان تاسمانی در موزه هوبارت نگهداری می شود.
امروزه ، برخی از مردم ساکن تاسمانی ، نسب خود را با پارلورها (بومیان تاسمانی) دنبال می کنند زیرا تعدادی از زنان بومی توسط شکارچیان در جزایر کوچکتر تنگه باس ربوده شده اند. برخی از زنان قاچاق می شوند و برخی نیز داوطلبانه به آنها ملحق می شوند و مستقر می شوند و صاحب فرزند می شوند. بازماندگان فرهنگ اروپایی را کاملاً حفظ کردند و چیزی از فرهنگ بومی به یاد نیاوردند.

## پس از جنگ
در سال ۱۸۳۳، جورج آگوستوس رابینسون با پشتیبانی ستوان جورج آرتور توانست ۲۰۰ بومی باقی‌مانده را وادار کند که خود را تسلیم کنند با این تضمین که از آنها محافظت شود و زمین‌هایشان به آنها بازگردانده شوند. این تضمین در واقع دروغی بیش نبود و تنها به این دلیل از سوی رابینسون مطرح شد تا بومیان را از سرزمین اصلی ون دیمون بیرون کند. بومیان را به کمپ بومیان ویبالنا در جزیره فلیندرز منتقل کردند که در آنجا بیماری به کشتن آنها ادامه داد. در سال ۱۸۴۷، تنها ۴۷ بازماندهٔ‌بومیان تاسمانی را به تاسمانی منتقل کردند و در اویستر کو در جنوب هوبارت اسکان دادند. دو تن از این افراد، تروگانینی (۱۸۱۲–۱۸۷۶) و فانی کاکرین اسمیت (۱۸۳۴–۱۹۰۵) را آخرین بازماندگان نژاد تاسمانی دانسته‌اند.
امروزه، تمامی زبان‌های تاسمانیایی از بین رفته‌اند. تلاش‌هایی صورت گرفته تا با شماری از واژه‌های باقی‌مانده زبان اولیه را بازسازی کنند. امروزه برخی از مردمانی که در تاسمانی زندگی می‌کنند نسب خود را به پارلوارها (بومیان تاسمانی) می‌رسانند زیرا شماری از زنان بومی بدست شکارچیان جزایر کوچک‌تر تنگه باس دزدیده شدند؛ برخی از زنان فروخته شدند و برخی نیز با میل خود به آنها پیوستند و ساکن شده و فرزندانی پدیدآوردند. افراد باقی‌مانده کاملاً فرهنگ اروپایی را حفظ کرده و چیزی از فرهنگ بومی به یاد ندارند.

## در رسانه‌ها
کورت ونه‌گات، در یکی از کتاب‌های خود به نام خدا حفظتان کند دکتر کوارکیان در اشاره‌ای گذرا عنوان کرده نسل کشی تاسمانی تنها نسل کشی موفق در تاریخ بود که 98 درصد بومیان تاسمانی جان سپردند..